# Parafia św. Jadwigi Śląskiej w Katowicach
Parafia św. Jadwigi Śląskiej – rzymskokatolicka parafia znajdująca się w Katowicach, w dzielnicy Szopienice-Burowiec. Przynależy ona do dekanatu Katowice-Bogucice w archidiecezji katowickiej. Parafia została erygowana 24 lutego 1872 roku. Neogotycki kościół parafialny, znajdujący się przy placu Powstańców Śląskich, powstał w latach 1885–1887. Parafia zarządza cmentarzem przy ul. Brynicy. W 2014 roku wspólnota parafialna liczyła około 13,2 tysięcy wiernych z Szopienic oraz części Roździenia.

## Historia

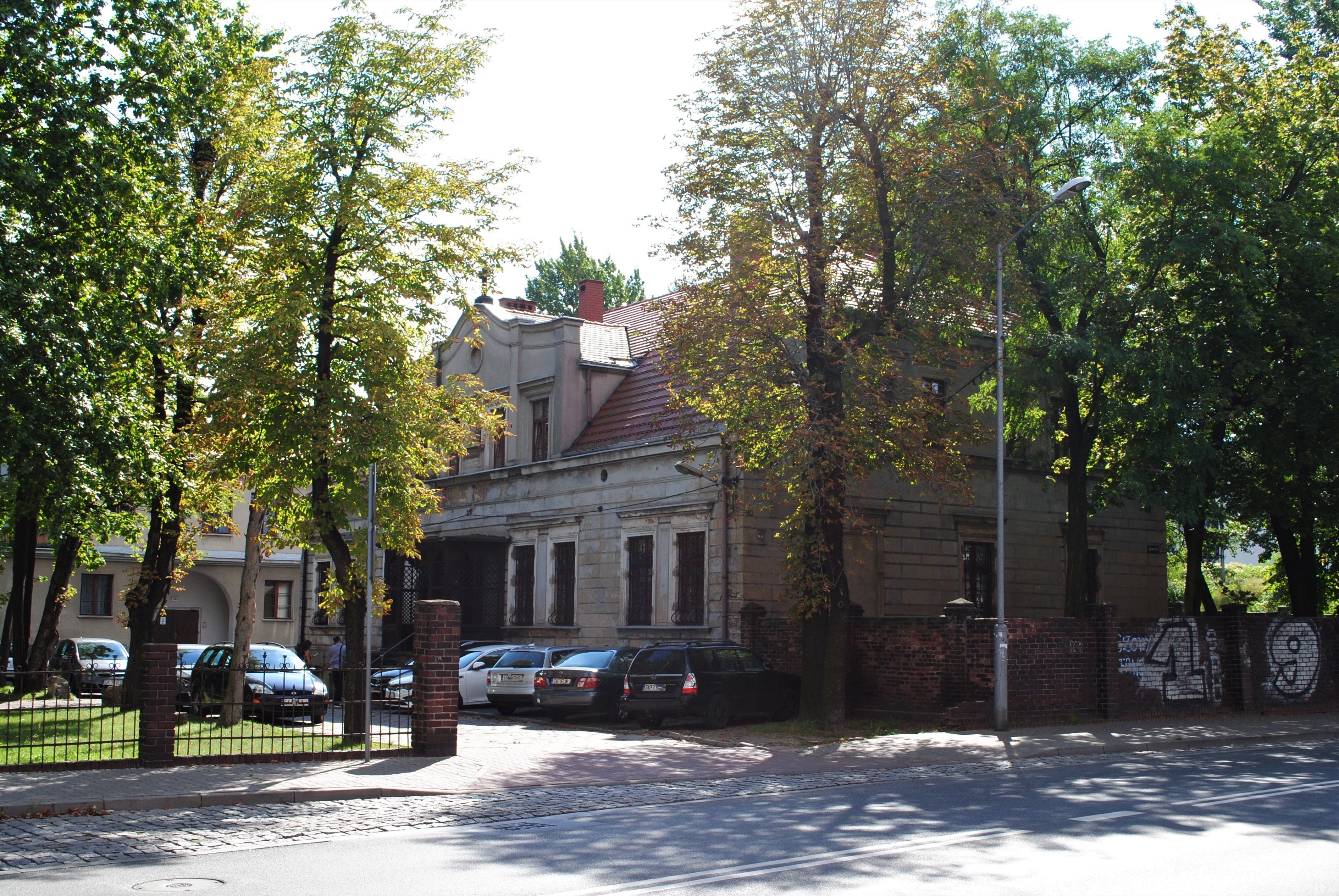
Budynek probostwa przy pl. Powstańców Śląskich 3

Pierwsze informacje dotyczące duszpasterstwa w Szopienicach pochodzą z XIV wieku. Wówczas to z dokumentów sądu biskupiego w Krakowie z 1397 roku wynika, że mieszkańcy Szopienic składają daniny na rzecz parafii mysłowickiej. Mieszkańcy Roździenia natomiast w połowie świadczyli na rzecz czeladzkiej parafii aż do 1820 roku, kiedy to Roździeń i Szopienice włączono do diecezji wrocławskiej. Mieszkańcy obydwu miejscowości przynależeli do parafii mysłowickiej i długo starali się o własną wspólnotę. Na zebraniu 7 stycznia 1868 roku wybrano delegatów, którzy mieli zająć się sprawą utworzenia parafii i budowy kościoła. Rozpoczęto też zbiórkę pieniędzy.
Kuria wrocławska w dniu 8 lutego 1868 roku zleciła proboszczowi z Mysłowic utworzenie nowej parafii, natomiast budowę kościoła miał nadzorować ksiądz Konrad Stiborski – starszy wikary mysłowickiej parafii. Kamień węgielny pod budowę tymczasowego kościoła położono 20 września 1868 roku, a 22 listopada tego samego roku poświęcono świątynię, która mieściła 1500 wiernych i była zbudowana z piaskowca. Budowniczy kościoła – ksiądz Konrad Stiborski po uzyskaniu zgody króla pruskiego Wilhelma I został mianowany proboszczem parafii roździeńskiej (w późniejszym czasie nazwana szopienicką). Parafia została erygowana 24 lutego 1872 roku.
W 1871 roku parafia nabyła tereny pod budowę cmentarza przy obecnej ul. Brynicy oraz domu św. Józefa. W latach 1880–1881 powstał budynek probostwa, a do 1900 roku doprowadzono wodę i elektryczność. W międzyczasie, z uwagi na braku możliwości zapełnienia kościoła, zdecydowano o budowie nowej świątyni.
Nowy, neogotycki kościół został poświęcony 11 października 1887 przez księdza Franciszka Kanię z parafii w Chorzowie. Wnętrze kościoła przez dłuższy czas było uzupełniane. 1 maja 1902 roku uroczyście konsekrowano kościół. W lutym 1994 roku ukończono budowę domu katechetycznego.
Z tej parafii pochodzi biskup diecezjalny płocki, były biskup pomocniczy katowicki Piotr Libera.

## Proboszczowie
- Ks. Konrad Ściborski 1868–1896[7],
- Ks. Karol Abramski 1896–1903[7],
- Ks. Józef Zientek 1903–1937[7],
- Ks. Józef Thiele 1937–1972[7],
- Ks. Longin Skrobol 1972–1979[7],
- Ks. Józef Klemens 1979–2000[7],
- Ks. Grzegorz Krząkała od 2000 roku[7].

## Działalność duszpasterska
W kościele parafialnym w niedziele i święta nakazane odbywa się sześć mszy świętych (w tym po jednej popołudniowej i wieczornej), a w tygodniu trzy (w tym jedna wieczorna). Odbywają się również nabożeństwa, w tym nieszpory, koronka do Bożego Miłosierdzia, adoracja Najświętszego Sakramentu i inne. Odpust parafialny organizowany jest w niedzielę po 15 października każdego roku.
W parafii działają następujące grupy parafialne: Ministranci, Dzieci Maryi, Oaza dorosłych – Domowy Kościół, Oaza młodzieżowa, Krąg biblijny, Świecki Zakon Karmelitański i Rodzina Szkaplerza Świętego, a także Żywy Różaniec.

## Zasięg parafii
Parafia swoim zasięgiem obejmuje część katowickiej dzielnicy Szopienice-Burowiec. Są to następujące ulice i place: Bednarska, Bednorza, Brynicy, Chemiczna, Ciesielska, Kantorówny, Kołodziejska, Krakowska, 11 Listopada, Lwowska, Morawa, Obrońców Westerplatte (część), pl. Ogród Dworcowy, Olchawy, Osiedlowa, pl. Powstańców Śląskich, Przelotowa, Ratuszowa, Roździeńska (część), Stawiska, Sucharskiego, Szabelniana, Szyb Wodny, Wałowa, Wańkowicza, Wiosny Ludów, Woźniaka, Wypoczynkowa i Zamenhofa.